# 写真屋スタジオゴールド
写真屋スタジオゴールド（しゃしんやスタジオゴールド）は、兵庫県神戸市にある写真館。
アパレル系や大手企業の広告、ショー、映画スチール等の様々な撮影に携わる。スタジオではマタニティフォトの仕事にも力を入れており、命を宿す女性の内なる美しさが感じられる撮影表現を意識。

## 来歴
- 1988年 写真家金本孔俊がフォトスタジオ「ゴールド」設立
- 2018年 フォトグラファー金本義隆　内絵里が事業継承